# SIG SG 550
Il SIG SG 550, anche conosciuto come Fass 90 o StGw 90, è un fucile d'assalto prodotto dalla Swiss Arms AG (in precedenza SIG, Schweizerische Industrie Gesellschaft) di Neuhausen am Rheinfall, in Svizzera. La denominazione SG è un'abbreviazione per Sturmgewehr, fucile d'assalto. Il fucile è basato sul precedente SIG SG 540 sempre in calibro 5,56 mm.

## Storia

### Sviluppo
Nel 1978 la Swiss Arms preparò una tabella con i requisiti per un possibile successore dell'StGw 57 (conosciuto comunemente come SG 510) usando la cartuccia 7,5 × 55mm Schmidt Rubin. Accento particolare fu posto sul fatto che il fucile dovesse essere modulare, ovvero adattabile a diversi ruoli operativi, inclusa una versione compatta da distribuire a truppe di supporto, equipaggio dei carri, paracadutisti e addetti alle operazioni speciali. Un altro scopo del progetto era quello di ridurre il peso dell'arma mantenendo però una gittata utile non inferiore ai 300 m.
Il tutto portò alla proposta di due modelli: 
- W+F C42: prodotto dalla Waffenfabrik Bern. Utilizzava sia proiettili 6,45 × 48mm che 5,56 × 45mm.
- SG 541: prodotto dalla SIG. Utilizzava proiettili 5,56 × 45mm.

Tuttavia, nel 1981 il munizionamento sperimentale 6,45 × 48mm venne respinto in favore del più familiare 5,56 × 45 mm GP90 con palla da 4.1 grammi (63,272 grani), incamiciato in acciaio con anima in piombo, equivalente del 5,56 × 45 mm NATO.

### Produzione
Nel febbraio del 1983, venne resa pubblica la decisione di adottare l'SG541 (la cui denominazione venne poi cambiata nell'ottobre dello stesso anno in SG 550 per il fucile d'assalto e SG 551 per la carabina). L'arma entrò ufficialmente in servizio nel 1990, con la designazione militare StGw 90. Si stima siano state consegnate circa 600.000 armi. La produzione per uso militare è stata interrotta.

## Dettagli

### Meccanica
L'SG 550 è un fucile d'assalto a fuoco selettivo, camerato per il 5,56 × 45 mm, che spara dalla posizione di otturatore chiuso. Il pistone è azionato a gas e il meccanismo deriva dal SIG SG 540. I gas che si originano dalla combustione della polvere durante lo sparo vengono incanalati tramite un foro nella canna verso le parti mobili dell'arma. Una volta nel cilindro, i gas passano attraverso una scanalatura a L incisa nella testa del pistone e raggiungono la valvola del gas. La pressione sulla testa del pistone fa arretrare il pistone stesso e l'otturatore. Mentre il pistone arretra la porta per i gas e la scanalatura a L si spostano rispetto al loro asse originale, impedendo ulteriori entrate di gas nel cilindro. Il gas in eccesso e i residui di combustioni sono espulsi tramite un'apertura apposita nel cilindro. Questo sistema permette l'accesso ad una quantità di gas che corrisponde alla minima necessaria per l'arretramento del pistone. La valvola di gas è settabile anche manualmente in due posizioni: la prima per la normale operatività e la seconda in caso arma molto sporca o di freddo intenso. Il sistema ad otturatore rotante (identico a quello del SIG SG 540) è composto da due blocchi di acciaio. Un estrattore azionato a molla è incorporato nell'otturatore, mentre una lieve sporgenza su una delle guide interne del castello permette l'espulsione dei bossoli.

### Caratteristiche
Il fucile ha un meccanismo di sparo ambidestro, così come un particolare selettore (utilizzabile facilmente sia da destri che da mancini) a quattro posizioni:
- S: Sicura
- 1: semi-automatico
- 3: Raffica controllata a tre colpi
- 20: Fuoco automatico

La guardia del grilletto può essere ribaltata lateralmente per utilizzo dell'arma con guanti invernali. La forza da esercitare sul grilletto è di circa 35 N (7.9 lb).
L'arma è solitamente alimentata da un caricatore a 20 colpi, ma sono disponibili in commercio anche caricatori da 5, 10 e 30 colpi. I caricatori sono costruiti con un particolare polimero semitrasparente che permette di controllare facilmente la quantità di colpi rimasti e sono dotati di risalti per accoppiare più caricatori.
Quando viene sparato l'ultimo colpo un particolare blocco mantiene l'otturatore aperto, che può essere rilasciato tramite un apposito pulsante sul lato sinistro dell'arma. In alternativa, un soldato mancino può rilasciare l'otturatore operando la leva del meccanismo facendola arretrare di qualche centimetro e rilasciandola.
L'SG 550 ha un calcio per la maggior parte vuoto che viene ripiegato sul lato destro dell'arma e un bipiede in alluminio ultraleggero che si ripiega sotto l'astina paramano.
Il calcio è disponibile su ordinazione anche in versione telescopica, simile a quello dell'M4 americano. Calcio, impugnatura a pistola e paramano sono fabbricati in polimero ultraresistente, con finitura nera o verde oliva.
Le parti metalliche del fucile sono ricoperte di una sostanza, con consistenza simile alla ceramica, chiamata Ilaflon. Tutte le meccaniche operate a gas sono realizzate in acciaio. Canna, otturatore e percussore sono realizzati anch'essi in acciaio temprato.
La canna pesante è fissata al carrello e termina con uno smorza fiamma a “gabbia d'uccello” che permette l'utilizzo di granate da fucile e l'attacco di baionette. Il passo di rigatura della canna standard, ottimizzato per la munizione svizzera GP90, è di 254 mm, ma è possibile ordinare per i modelli esportati una canna per il proiettile NATO SS109 con passo di rigatura di 178 mm.
Ogni fucile viene sottoposto ad una prova di fuoco nel poligono sotterraneo della fabbrica su bersagli posti a 300 m. Il test comincia con arma fredda e con caricatori da 24 colpi usando le munizioni svizzere GP90. Sui 300 m la rosa di tiro non deve eccedere un quadrato di 11 × 11 cm: la maggior parte delle armi riesce a piazzare tutti i 24 colpi entro un quadrato di 7 × 7 cm.

### Organi di mira
Tutti i fucili della serie SG 550 sono equipaggiati con un mirino metallico regolabile in elevazione e deriva. Il sistema di mira consiste in un diottra ruotabile saldata al castello dell'arma e un organo di puntamento fissato al condotto di recupero gas. La diottra permette, tramite rotazione, l'uso di mire apposite per tiri a 100, 200, 300 e 400 m. Le diottre possono essere regolate tramite micrometro con scatti corrispondenti a 1,5 mrad (o 4,5 cm) a 300 m. Per il tiro notturno, la diottra per i 100 metri è dotata di due rivelatori luminescenti al trizio.
La versione per tiratori scelti del SG 550 è equipaggiata con un mirino telescopico Kern 4 × 24 con slitta smontabile. Tuttavia il fucile può montare anche speciali adattatori per le ottiche standard STANAG 2324 della NATO.
Infine, nella versione che monta già di fabbrica le scine da 20 mm NATO, la diottra è abbattibile frontalmente.

### Accessori
Sia i fucili che le carabine della serie vengono venduti con un caricatore, una cinghia per il trasporto, il kit di pulizia e un dispositivo per inserire rapidamente i colpi nel caricatore.
L'arma può montare i lanciagranate GL 5040 e GL 5140 da 40 mm (sempre prodotti dalla SIG), che vengono agganciati sotto la canna tramite un particolare dispositivo (venduto assieme al lanciagranate) che rimpiazzerà l'impugnatura anteriore. Il lanciagranate, pesante circa 1.7 kg scarico, spara granate esplosive da 40 × 46 mm, ma può essere armato con granate ad alta pressione per i tiri a lunghe distanze, granate non letali e anti-sommossa. Il mirino del lanciagranate, tarato per una distanza massima di 200 m, viene agganciato al fucile tramite una particolare vite fornita con il lanciagranate.
Il fucile può anche montare una baionetta, avente lunghezza pari a 310 mm e diametro dell'impugnatura di 22 mm. Le baionette sono prodotte esclusivamente per la Swiss Army da Wenger & Victorinox. Con gli appositi adattatori (disponibili in commercio), il fucile può montare anche baionette NATO KCB-77 o le americane M9.

## Varianti

### SG 551
La carabina SG 551 ha una canna da 363 mm (14,3 in), più corta rispetto alla versione base SG 550. Modifiche sono presenti anche sull'impugnatura anteriore, mentre in bipiede è totalmente assente. L'SG 551, nella versione standard, non può montare né una baionetta né il lanciagranate. L'arma viene prodotta in diverse varianti, pensate proprio per l'utilizzo da parte di corpi speciali e forze di sicurezza. Tra queste possiamo citare la carabine SG 551-1P delle forze di polizia, che include anche un mirino telescopico Hensoldt 6 × 42 BL; la carabina SG 551 SWAT (distribuita con una finitura resistente alla corrosione) con annesso un sistema di slitte che permette il montaggio di vari accessori (bipiedi, puntatori laser, torce tattiche…) e infine la carabine SG 551 LB con la canna da 454 mm (17,9 in) che permette il montaggio di baionette e lanciagranate da fucile.

### SG 552 Commando
Altra variante del SG 550 è la carabina prodotta nel 1998, denominata SG 552-2P Commando. Presenta una canna più corta, paramano anteriore traforato per il raffreddamento e un meccanismo di riarmo semplificato. Il movimento della molla di riarmo ricorda molto da vicino il sistema utilizzato nell'AK47.
Esiste anche una versione a canna lunga del modello Commando, denominata SG 552 LB, che permette l'utilizzo di lanciagranate e baionetta.

### SG 553
L'SG 553 è una versione migliorata del SG 552 entrata in produzione nel 2009. Esteriormente simile al SG 552 questa variante ha il vantaggio di avere la molla della meccanica avvolta attorno al pistone (come nei SG 550 e SG 551), cosa che aumentava l'affidabilità rispetto al SG 552, e di permettere l'uso della leva di armamento per il caricamento dell'arma. Esiste anche una versione, denominata SG 553 LB, con canna lunga da 347 mm. Per questa variante sono disponibili su richiesta anche scine Picatinny integrate nel castello e calci regolabili.

### SG 550 Sniper
Esiste anche una versione del SG 550, denominata SG 550 Sniper, sviluppata appositamente per le forze di sicurezza svizzere. Questo particolare modello ha un grilletto più sensibile dei suoi parenti, non presenta uno smorza fiamma, e può essere usato esclusivamente con ottiche telescopiche in quanto non presenta mire metalliche. Questo particolare modello non è più in produzione.

### SG 556
Variante prodotta apposta per il mercato statunitense, in parte dalla SIG SAUER Inc. (ramo statunitense della SIG Sauer), differisce per la mancanza del fuoco automatico, un castello inferiore in alluminio capace di accettare caricatori STANAG ed un calcio telescopico della carabina M4. Ne è stata realizzata anche la variante DMR che implementa una canna più lunga, paramani in plastica e calcio Magpul PRS.

## Varianti ad uso civile
I fucili SG 550/551/552/553 sono anche disponibili in configurazione solo semi automatica per il mercato civile.
A causa delle restrizioni sull'importazione di armi, il mercato civile americano richiede particolari versioni dell'arma realizzate in America dalla SIG SAUER, Inc. (da non confondere con la fabbrica svizzero-tedesca) di Exeter, nel New Hampshire. La variante americana è denominata SIG 556. Quest'arma manca del fuoco automatico, ha una lunghezza di 940 mm, monta un calcio telescopico in tutto e per tutto simile a quello dell'M4A1, e ha il castello modificato così da poter accettare i caricatori STANAG per M16.
Nel 2012 è stata introdotta una nuova variante dell'arma, con denominazione SIG 556R, camerata per il proiettile 7,62 × 39 mm e che utilizza i caricatori AK per l'alimentazione.
Infine, esiste anche una particolare versione dell'arma in calibro .22 per uso sportivo, denominata SIG 552LR, modellata sul SG 551. Tuttavia questa particolare arma non ha alcuna parte intercambiabile con il fucile originale a cui è ispirata.